# Faustball-Weltmeisterschaft 1995
| 9. Weltmeisterschaft 1995           | 9. Weltmeisterschaft 1995   |
| Männer                              | Männer                      |
| ----------------------------------- | --------------------------- |
| Anzahl Nationen                     | 10                          |
| Weltmeister                         | Deutschland                 |
| Gastgeber                           | Namibia                     |
| Stadt                               | Windhoek Swakopmund Gobabis |
| Eröffnung                           | 29. August 1995             |
| Endspiel                            | 2. September 1995           |
| Verband                             | IFA                         |
| \| ← 8. WM 1992 \| 10. WM 1999 → \| |                             |
| ← 8. WM 1992                        | 10. WM 1999 →               |

Die 9. Faustball-Weltmeisterschaft der Männer fand vom 29. August bis zum 2. September 1995 in drei Städten in Namibia statt. Namibia war erstmals Ausrichter der Faustball-Weltmeisterschaft der Männer. Titelverteidiger war die Nationalmannschaft aus Deutschland, die ihren Titel mit einem 2:0-Sieg gegen die Schweiz verteidigte und den insgesamt neunten WM-Titel in Folge bejubelte.

## Teilnehmer
An der neunten Weltmeisterschaft der Männer nahmen insgesamt zehn Nationen von drei Kontinenten teil. Für Tschechien war es die erste Teilnahme an einer Männer-Weltmeisterschaft überhaupt.
| 6 aus Europa     | Dänemark    | Deutschland | Italien    |
|                  | Österreich  | Schweiz     | Tschechien |
| 3 aus Südamerika | Argentinien | Brasilien   | Chile      |
| 1 aus Afrika     | Namibia     |             |            |

## Spielorte
| Gobabis |

| Swakopmund |

| Windhoek |

An insgesamt drei Orten in Namibia wurde die neunte Faustball-Weltmeisterschaft der Männer ausgetragen. Dabei wurden die beiden Faustballhochburgen in Namibia, Swakopmund und Windhoek als Spielorte bedacht. Nach den Vorrundenspielen in Gobabis und Swakopmund fand die Endrunde in der Hauptstadt Namibias, in Windhoek, statt.

Die Spielorte der Faustball-WM 1995 waren:
| Spielort   | Spiele                                            | Anzahl Spiele |
| ---------- | ------------------------------------------------- | ------------- |
| Swakopmund | Vorrundenspiele Gruppe A                          | 10            |
| Gobabis    | Vorrundenspiele Gruppe B                          | 10            |
| Windhoek   | Entscheidungsrunde, Platzierungs- und Finalspiele | 11            |

## Modus
In den Vorrundengruppen spielt jeder gegen jeden. Die Gruppensieger stehen im Halbfinale. Die Gruppenzweiten spielen gegen den Gruppendritten der jeweils anderen Gruppe um die beiden verbliebenen Halbfinalplätze. Die Gruppenvierten spielen gegen den Gruppenfünften der jeweils anderen Gruppe um das Spiel um Platz 7.

## Vorrunde
Die Spiele der Gruppe A fanden in Swakopmund, die Spiele der Gruppe B in Gobabis statt.

### Gruppe A
| 29.08.1995 | Deutschland | – | Tschechien  | 2:0 | (20:3, 20:4)          |
| 29.08.1995 | Schweiz     | – | Italien     | 2:0 | (20:4, 20:8)          |
| 29.08.1995 | Deutschland | – | Argentinien | 2:0 | (20:11, 20:15)        |
| 29.08.1995 | Schweiz     | – | Tschechien  | 2:0 | (20:8, 20:5)          |
| 29.08.1995 | Argentinien | – | Italien     | 2:0 | (20:15, 20:10)        |
| 30.08.1995 | Italien     | – | Tschechien  | 2:0 | (20:4, 20:7)          |
| 30.08.1995 | Schweiz     | – | Argentinien | 2:0 | (21:19, 20:12)        |
| 30.08.1995 | Deutschland | – | Italien     | 2:0 | (20:10, 20:6)         |
| 30.08.1995 | Argentinien | – | Tschechien  | 2:0 | (20:8, 20:7)          |
| 30.08.1995 | Deutschland | – | Schweiz     | 1:2 | (19:21, 20:17, 10:20) |

### Gruppe B
| 29.08.1995 | Österreich | – | Dänemark   | 2:0 | (20:5, 20:9)   |
| 29.08.1995 | Brasilien  | – | Namibia    | 2:0 | (20:9, 20:14)  |
| 29.08.1995 | Chile      | – | Österreich | 0:2 | (7:20, 0:20)   |
| 29.08.1995 | Brasilien  | – | Dänemark   | 2:0 | (20:4, 20:5)   |
| 29.08.1995 | Chile      | – | Namibia    | 0:2 | (10:20, 16:20) |
| 30.08.1995 | Namibia    | – | Dänemark   | 2:0 | (20:12, 20:5)  |
| 30.08.1995 | Brasilien  | – | Chile      | 2:0 | (20:14, 20:8)  |
| 30.08.1995 | Österreich | – | Namibia    | 2:0 | (20:10, 20:8)  |
| 30.08.1995 | Chile      | – | Dänemark   | 2:0 | (20:8, 20:15)  |
| 30.08.1995 | Österreich | – | Brasilien  | 2:0 | (21:19, 20:12) |

## Entscheidungsspiele
Alle Entscheidungsspiele fanden in Windhoek statt.

### Qualifikationsspiele für das Spiel um Platz 7
| 01.09.1995 | Italien | – | Dänemark   | 2:0 | (20:7, 20:14) |
| 01.09.1995 | Chile   | – | Tschechien | 2:0 | (20:8, 20:5)  |

### Qualifikationsspiele für das Halbfinale
| 01.09.1995 | Deutschland | – | Namibia     | 2:0 | (20:7, 20:7)  |
| 01.09.1995 | Brasilien   | – | Argentinien | 2:0 | (20:9, 20:15) |

### Halbfinale
| 01.09.1995 | Schweiz    | – | Brasilien   | 2:1 | (14:20, 20:16, 20:4) |
| 01.09.1995 | Österreich | – | Deutschland | 0:2 | (8:20, 17:20)        |

## Platzierungs- und Finalspiele
Alle Platzierungs- und Finalspiele fanden in Windhoek statt.
| Spiel um Platz 9 | Spiel um Platz 9 | Spiel um Platz 9 | Spiel um Platz 9 | Spiel um Platz 9 | Spiel um Platz 9      |
| ---------------- | ---------------- | ---------------- | ---------------- | ---------------- | --------------------- |
| 02.09.1995       | Dänemark         | –                | Tschechien       | 2:0              | (20:7, 20:14)         |
| Spiel um Platz 7 |                  |                  |                  |                  |                       |
| 02.09.1995       | Italien          | –                | Chile            | 2:1              | (13:20, 20:15, 21:19) |
| Spiel um Platz 5 |                  |                  |                  |                  |                       |
| 02.09.1995       | Namibia          | –                | Argentinien      | 1:2              | (20:15, 17:20, 17:20) |
| Spiel um Platz 3 |                  |                  |                  |                  |                       |
| 02.09.1995       | Österreich       | –                | Brasilien        | 2:0              | (20:16, 20:17)        |
| Finale           |                  |                  |                  |                  |                       |
| 02.09.1995       | Deutschland      | –                | Schweiz          | 2:0              | (20:10, 20:10)        |

## Platzierungen
| Rang | Land        |
| ---- | ----------- |
| 1.   | Deutschland |
| 2.   | Schweiz     |
| 3.   | Österreich  |
| 4.   | Brasilien   |
| 5.   | Argentinien |
| 6.   | Namibia     |
| 7.   | Italien     |
| 8.   | Chile       |
| 9.   | Dänemark    |
| 10.  | Tschechien  |